# Resolutie 2040 Veiligheidsraad Verenigde Naties
Resolutie 2040 van de Veiligheidsraad van de Verenigde Naties werd door de VN-Veiligheidsraad unaniem aangenomen op 12 maart 2012.
De resolutie verlengde de ondersteuningsmissie in Libië met een jaar.

## Achtergrond
Op 15 februari 2011 braken in Libië — in navolging van andere Arabische landen — protesten uit tegen het autocratische regime van kolonel Moammar al-Qadhafi.
Twee weken later had dit bewind de controle over een groot deel van Libië verloren na gewelddadige confrontaties tussen zijn aanhangers en tegenstanders.
Later probeerde hij de bevolking nog te paaien met geld, maar het geweld bleef aanhouden en vele Libiërs vluchten de grenzen met Egypte en Tunesië over.
Het merendeel van de internationale gemeenschap koos de zijde van de oppositie in Libië en overwoog sancties tegen het land.
Die oppositie slaagde erin — met aanzienlijke luchtondersteuning van de NAVO — zowat het hele land te veroveren en vormden een tijdelijke overgangsraad om het te besturen.
Na de dood van Qadhafi in oktober 2011 verklaarden ze Libië bevrijd en begon de overgang naar een nieuw democratisch regime.

## Inhoud

### Waarnemingen
Eerder was de situatie in Libië al doorverwezen naar de openbaar aanklager van het Internationaal Strafhof.
Het was van belang dat eenieder hieraan meewerkte om mensenrechtenschenders te straffen.
Seksueel geweld tegen vrouwen, mannen en kinderen, alsook de inzet van kinderen in gewapend conflict, stemden tot diepe bezorgdheid.
Ook de verspreiding van wapens, en dan vooral draagbare luchtdoelraketten, waren reden tot bezorgdheid vanwege hun mogelijke impact op de internationale vrede en veiligheid in de regio.
De VN moesten de internationale steun aan de overgang in Libië en de heropbouw van het land leiden.
Op 28 januari 2012 was de nieuwe kieswet aangenomen, en op 12 februari 2012 was de kiescommissie aangesteld.

### Handelingen
De positieve ontwikkelingen in Libië werden verwelkomd.
In juni 2012 zouden er verkiezingen georganiseerd worden.
Het land werd opgeroepen de mensenrechten voor te staan, zich te houden aan het internationaal recht en zij die dit recht schonden te berechten.
Er werd immers gerapporteerd dat de wraaknemingen, willekeurige opsluitingen zonder proces, mishandelingen, martelingen en executies bleven doorgaan.
De Libische autoriteiten moesten hun bevolking beschermen; inclusief buitenlanders, waaronder Afrikaanse migranten.
Ook moesten alle buitenlanders die illegaal werden vastgehouden onmiddellijk worden vrijgelaten.
Libië moest voorts samenwerken met de buurlanden om te vermijden dat elementen van het voormalige regime het land opnieuw zouden destabiliseren.

#### VN-mandaat
Het mandaat van de VN-Ondersteuningsmissie in Libië werd met twaalf maanden verlengd, binnen zes maanden te herzien.
Het werd ook enigszins gewijzigd middels Libië te ondersteunen met:
a. De democratisering,
b. Het promoten van orde en de mensenrechten,
c. Herstel van de openbare veiligheid en staatsinstellingen,
d. De strijd tegen wapenproliferatie,
e. De coördinatie van internationale hulp.

#### Wapenembargo
De toelating die landen met resolutie 1973 hadden gekregen om schepen en vliegtuigen van of naar Libië te inspecteren op wapens als daar redelijke vermoedens toe waren werd ingetrokken.
Het wapenembargo zelf bleef in voege.

#### Bevroren tegoeden
Het comité dat de sancties tegen Libië overzag moest de designatie van de Libische Investeringsautoriteit en de Libisch Afrika-Investeringsfonds herzien en zo snel mogelijk opheffen zodat hun bevroren fondsen ten goede van de Libische bevolking konden worden aangewend.

#### Panel van experts
Ook het mandaat van het panel van experts dat toezag op de naleving van de sancties tegen Libië en gevallen van wapenhandel met Libië onderzocht werd aangepast.
Dat panel ging voorts nog een jaar voort met maximaal vijf experts.

#### Rapportering en herziening
Het mandaat van het sanctiecomité zou worden herzien als bleek dat de sancties niet langer nodig waren.
De secretaris-generaal moest om de zestig dagen rapporteren over de uitvoering van deze resolutie en over de UNSMIL-missie.

## Verwante resoluties
- Resolutie 2017 Veiligheidsraad Verenigde Naties (2011)
- Resolutie 2022 Veiligheidsraad Verenigde Naties (2011)
- Resolutie 2095 Veiligheidsraad Verenigde Naties (2013)
- Resolutie 2144 Veiligheidsraad Verenigde Naties (2014)

Lijst ·  2033 ·  2034 ·  2035 ·  2036 ·  2037 ·  2038 ·  2039 ·  2040 ·  2041 ·  2042 ·  2043 ·  2044 ·  2045 ·  2046 ·  2047 ·  2048 ·  2049 ·  2050 ·  2051 ·  2052 ·  2053 ·  2054 ·  2055 ·  2056 ·  2057 ·  2058 ·  2059 ·  2060 ·  2061 ·  2062 ·  2063 ·  2064 ·  2065 ·  2066 ·  2067 ·  2068 ·  2069 ·  2070 ·  2071 ·  2072 ·  2073 ·  2074 ·  2075 ·  2076 ·  2077 ·  2078 ·  2079 ·  2080 ·  2081 ·  2082 ·  2083 ·  2084 ·  2085